# 文彬
文彬（ぶんひん、ウェンビン、1825年 - 1880年）は、清朝の官僚。字は質夫。
内務府満州正白旗人。ナラ氏（Nara hala、納喇氏）。1852年に進士となり、戸部主事となった。1860年、員外郎として咸豊帝の熱河行に随行した。1861年、郎中となり、山東省沂州知府となった。赴任後、捻軍が府城に迫ったが、軍を率いて首領の孫化詳を捕らえ、道員に昇進した。1865年、布政使の丁宝楨に従って捻軍を破り、按察使、布政使と昇進していった。
1872年、漕運総督となった。漕運総督として、黄河の河道を淮河に注ぎ込むルートに戻すよう主張した。